# Liste von Persönlichkeiten der Stadt Haugesund

Wappen der Stadt Haugesund

Die Liste von Persönlichkeiten der Stadt Haugesund enthält Personen, die im norwegischen Haugesund geboren wurden sowie solche, die dort zeitweise gelebt und gewirkt haben, jeweils chronologisch aufgelistet nach dem Geburtsjahr. Die Liste erhebt keinen Anspruch auf Vollständigkeit.

## In Haugesund geboren

### Vor 1900
- Fredrik Kolstø (1860–1945), Kunstmaler
- Einar Strøm (1885–1964), Turner

### 1901 bis 1950
- Sigve Lie (1906–1958), Segler
- Gunnar Hellesen (1913–2005), Politiker (Høyre), Verteidigungsminister und Fylkesmann
- Kjølv Egeland (1918–1999), Politiker und Literaturforscher
- Edvard Beyer (1920–2003), Literaturhistoriker und Professor
- Kolbein Falkeid (1933–2021), Schriftsteller
- Einar Steensnæs (* 1942), Politiker
- Arnved Nedkvitne (* 1947), Historiker und Hochschullehrer

### 1951 bis 1975
- Hanne Krogh (* 1956), Sängerin
- Anne Grete Preus (1957–2019), Sängerin
- Johannes Joner (* 1958), Schauspieler und Regisseur
- Jon Fosse (* 1959), Autor
- Turid Birkeland (1962–2015), Politikerin (Ap), Mitglied des Storting
- Hanne Haugland (* 1967), Hochspringerin
- Stig Traavik (* 1967), Judoka und Diplomat
- Solveig Horne (* 1969), Politikerin
- Ingeborg Hovland (* 1969), Fußballspielerin
- Britt Synnøve Johansen (* 1970), Sängerin
- Sveinung Stensland (* 1972), Politiker
- Hege Haukeland Liadal (* 1972), Politikerin

### Seit 1976
- Lage Opedal (* 1976), Maler
- Anne Margrethe Hausken (* 1976), Orientierungsläuferin
- Susanne Wigene (* 1978), Leichtathletin
- Gunhild Stordalen (* 1979), Ärztin und Umweltaktivistin
- Svein Oddvar Moen (* 1979), Fußballschiedsrichter
- Christian Grindheim (* 1983), Fußballspieler
- Erika Fatland (* 1983), Schriftstellerin und Sozialanthropologin
- Janne Kongshavn (* 1983), Beachvolleyballspielerin
- Susanne Sundfør (* 1986), Musikerin
- Christian Spanne (* 1986), Handballspieler
- Jan Christian Vestre (* 1986), Politiker
- Alexander Søderlund (* 1987), Fußballspieler
- Eigil Knutsen (* 1988), Politiker
- Sven Erik Bystrøm (* 1992), Radrennfahrer
- Karina Sævik (* 1996), Fußballspielerin
- Sigurd Haugen (* 1997), Fußballspieler
- Martin Samuelsen (* 1997), Fußballspieler
- Jesper Pedersen (* 1999), alpiner Skirennläufer
- Oskar Espeland (* 2001), Volleyballspieler

## Sonstige
- Einherjer, Metal-Band
- Enslaved, Metal-Band
- Nancy Herz (* 1996), libanesisch-norwegische Autorin, Aktivistin und Politikerin